# 超音波馬達
超音波馬達為一種利用機械振動與摩擦力來產生推力的致動器，當振動頻率超過20kHz（人體感應的界限）時，此種致動器即稱為超音波馬達。

## 發展歷史
在認識超音波馬達前，首先必須了解壓電效應，因為超音波馬達所需要的振動源即由具有壓電性的材料所提供。

### 壓電效應的發現
壓電效應（piezoelectric effect）是一種機械能與電能之間的互相轉移現象。1880年時，法國的皮埃尔·居里(Pierre Curie)和雅克·居里(Jacques Curie)兄弟在研究焦電現象(pyroelectric effect)與晶體對稱性關係的研究時，發現對某類晶體(非對稱晶格結構)施加機械壓力，可以在其表面上得到電荷，且電位量與其所施加的應力呈現正比關係，即正壓電效應（Direct Piezoelectric Effect）。
1881年，李普曼(Gabriel Lippmann)根據能量守恆和電荷量守恆的原理，推測逆壓電效應（Converse Piezoelectric Effect）的存在；這一番說法，很快的就被Pierre Curie和Jacques Curie兄弟用實驗所證實。

### 壓電效應的應用發展
1917年，由於第一次世界大戰的關係，為了可以偵測水底的潛水艇，法國的保羅·藍杰文(Paul Langevin)開發了一個水下聲納裝置，此裝置即由壓電換能器產生聲源，這是壓電效應最早的實際應用。
直到1973年，壓電效應才被應用於馬達上。美國IBM公司的巴特(H.V. Barth)提出以兩個壓電振動源推動轉子的馬達，此為史上第一個超音波馬達。然而由於磨耗和溫升的問題，此馬達並無實際的商業應用。
第一個具有商業應用的超音波馬達發展於西元1982年，由日本的指田年生(Toshiiku Sashida)提出，此馬達改良摩耗上的問題，且首先應用於照相機的自動對焦系统，此為目前使用超音波馬達最多的領域。

## 分類（依工作原理）
壓電馬達可分為半靜態馬達與超音波馬達兩種，它們皆以壓電元件作動，而半靜態馬達並不是以振動的方式推動動子。由於主題為超音波馬達，下面將只針對超音波馬達的作動方式進行介紹。

### 行波式超音波馬達
在說明行波式超音波馬達前，首先必須了解行波如何產生。簡單來說行波可藉由兩個駐波的結合產生，此兩個駐波於位置上相差四分之ㄧ個波長，於相位上相差九十度，兩個駐波疊合即可產生行波。
行波式超音波馬達也是用同樣的方法產生行波，我們可以看到圓環上的A、B兩端皆可產生駐波，而A、B間相差四分之ㄧ個波長，故只要A、B兩端再由相差九十度的電壓訊號驅動，即可於圓環表面產生行波，進而推動動子。

### 駐波式超音波馬達（僅單方向）
單方向的駐波式超音波馬達實現非常簡單，僅需使用一可做上下振動的超音波振動子，並使振動子與動子間傾斜一個角度，即可推動動子移動。也由於傾斜的關係，振動子頂端於接觸動子時會產生橢圓形的運動。

### 駐波式超音波馬達（雙方向、單一壓電元件）
僅使用單一壓電元件的駐波式超音波馬達是非常少見的，主要是因為其結構設計上較為困難，它在結構上必須是非對稱的，才可於不同頻率下產生不同的雙模態，每個雙模態皆控制一個運動方向，所以此馬達是藉由改變頻率來改變其運動方向。

### 駐波式超音波馬達(雙方向、兩個以上壓電元件)
此類型的駐波式超音波馬達是較為常見的，其為對稱的結構設計，這種馬達改變運動方向的方法不是透過改變頻率(改變振動模態)來達到，而是以改變壓電元件間的相位差來達到。由於此種超音波馬達的結構非常簡單，現已有實際產品於市面販售。

### 行波式超音波馬達與駐波式超音波馬達的比較
行波式與駐波式超音波馬達各有其優缺點。行波式的優點在於定子表面是產生行波與動子接觸，則其接觸點是會不斷交替的，如此將大大減少超音波馬達的磨耗問題，然而其也因為行波的緣故，定子上並無節點，所以定子較難固定，除此之外，行波式的馬達結構較為複雜且馬達效率較低都是其缺點。而駐波式的超音波馬達結構較為簡單，且效率較高，其最大的缺點是定子與動子間的接觸點是唯一的，容易產生磨耗上的問題。

## 應用

### 電調焦鏡片
電調焦鏡片是目前超音波馬達最大的應用領域，會使用超音波馬達的原因是在提供同樣的推力條件下，超音波馬達比電磁馬達所需要的體積還要小，且不會有背隙、頓轉扭矩的問題，而高精確性與低噪音也是其賣點。

### 月面機器人
月面機器人（Lunar robot）採用超音波馬達的原因則是看中其低耗能的優點，由於超音波馬達於靜止時具有很大的靜摩擦力，這使得馬達於不作動時，不需要耗費任何電力來使得旋轉接頭的部分固定不動。

### 經緯儀
經緯儀（Theodolite）是用於地表量測的機器，它需要長時間於室外進行工作，故如何延長其工作時間是非常重要的課題，這台經緯儀採用超音波馬達即是看中其低耗能的特點，使同樣的電池可以持續更久的時間。

### 醫療微型機器人
為了製作一個可以於血管中游動的醫療微型機器人（Medical microbot），極小的機器人體積即為其訴求，而機器人內一定必須裝有馬達，則超音波馬達小體積的特點即非常適合此應用。此馬達體積僅有0.75立方公厘，而帶動馬達的壓電材料僅有0.03立方公厘。

### 管內檢測機器人
小管線內部的檢測工作是很難直接派人進行檢測，主要就是因為管子太小，人難以進入。因此需要有裝置攝影機的管內檢測機器人(Pipe inspection robot)進入管內幫助檢測，而為了掌握管子內部的所有情況，則此攝影機必須可對不同的角度去進行攝影，因此需要馬達。由於機器人本身體積小，所以採用超音波馬達較為合適。